# Oborniki
Oborniki (prononciation : [ɔbɔrˈɲikʲi], en allemand : Obornik) est une ville de la Voïvodie de Grande-Pologne et du powiat d'Oborniki.
Elle est située à environ 30 km au nord de Poznań, capitale de la voïvodie de Grande-Pologne.
Elle est le siège administratif de la gmina d'Oborniki et du powiat d'Oborniki.
Elle s'étend sur 14,08 km2.

## Géographie

Plan de la ville.

Située au centre de la voïvodie de Grande-Pologne, la ville d'Oborniki se trouve au bord de la Warta, un affluent important de l'Oder.
La ville est localisée à environ 30 km au nord de Poznań, la capitale régionale.

## Histoire
Oborniki a été fondée et a acquis ses droits de ville au XIIIe siècle.
De 1815 à 1919, Obornik est le chef-lieu de l'arrondissement d'Obornik (de) dans le district de Posen au sein de la province de Posnanie
De 1975 à 1998, la ville faisait partie du territoire de la voïvodie de Poznań. Depuis 1999, la ville fait partie du territoire de la voïvodie de Grande-Pologne.

## Monuments

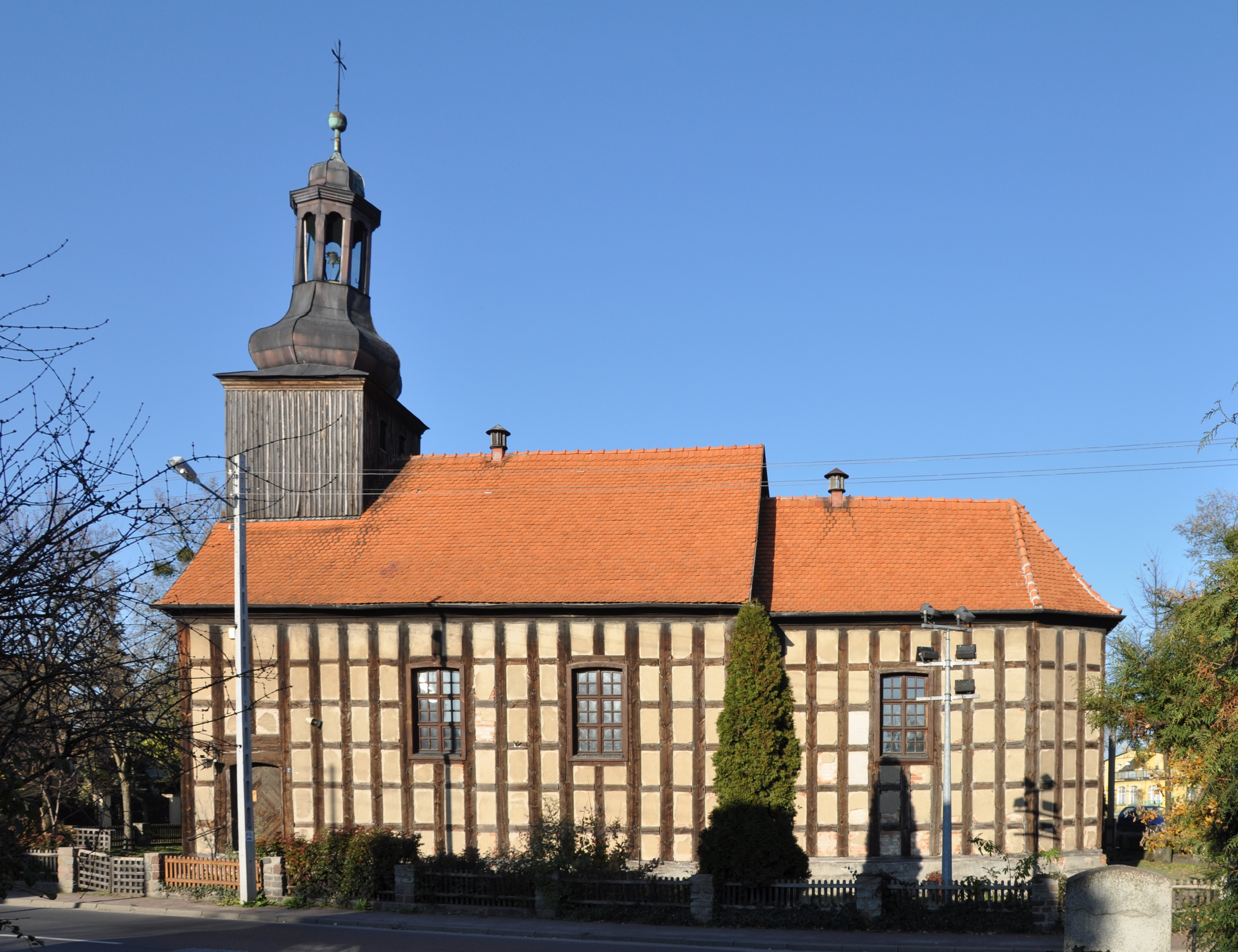
L'église Sainte Croix.

- l'église Sainte Croix, construite en 1766 ;
- l'église paroissiale, reconstruite en 1814 ;
- l'église Saint Joseph, construite en 1901.

## Voies de communication
La ville est traversée par la route nationale 11 (qui rejoint Kołobrzeg à Katowice) et la route voïvodale 187 (pl) (qui rejoint Pniewy à Murowana Goślina).